# 薛辯
薛辩（379年—422年），字允白，河东郡汾阴县（今山西省运城市万荣县）人，出自河东薛氏西祖，后秦、东晋、北魏官员。

## 生平
薛辩的祖先从川蜀地区迁徙到河东郡汾阴县，因此定居在那里。薛辩的祖父薛陶与族人薛祖、薛落等人分别统领部众，所以当时号称三薛。薛辩的父亲薛强又袭位统领部落，而薛祖、薛落的子孙暗劣昏愦，薛强于是总领三营，他善于安抚，百姓归附，历经石虎和苻坚的时代，长期据守黄河自保，在姚兴时期担任镇东将军，入朝出任尚书。薛辩自小就英俊豪爽，倜傥有雄才大略，四方英雄豪杰慕名纷纷投奔。薛强去世后，薛辩又袭位统领三营，担任姚兴的尚书郎、建威将军、河北郡太守。薛辩知道后秦姚氏国运衰落，就放弃官职回家保卫家乡。薛辩逐渐骄傲，颇为失去民心。刘裕北伐平定姚泓后，薛辩举部向刘裕投降，当即获署理相国掾，不久又出任宁朔将军、平阳郡太守，得到镇守北道的重任。等到刘裕的军队失守长安，薛辩于泰常四年三月癸丑（419年5月3日）和司马楚之、司马顺明、司马道恭派遣使者向北魏投降，薛辩屡次在黄河边立功，北魏任命薛辩出任河东郡太守以抵御胡夏，魏明元帝拓跋嗣任命薛辩出任平西将军、雍州刺史，赐予爵位汾阴侯。当年薛辩前往平城朝见，魏明元帝深深的器重他，次年才让薛辩回到驻地。魏明元帝对薛辩说：“我让爱卿到西部，意在关西，爱卿应该能完成好我的谋划，与我一起做长安的主人。”薛辩回去后专心农事训练士兵，常年派数千军队进攻赫连氏的胡夏。魏明元帝对他多有表彰和奖励，任命他担任并州刺史，又授予大羽真。泰常七年（422年），薛辩在任内去世，虚岁四十四，魏明元帝因为计划没能实现，深深的悼念痛惜，赠予薛辩并、雍二州刺史。

## 家庭

### 曾祖
- 薛兴，西晋尚书右仆射、冀州刺史、安邑庄公

### 祖父
- 薛陶，西晋梁州刺史、安邑忠惠公

### 父亲
- 薛强，后秦右光祿大夫、左户尚书、冯翊宣公

### 儿子
- 薛谨，北魏内都坐大官、都将、涪陵元公

## 延伸阅读
[在维基数据编辑]
 《魏書·卷42》，出自魏收《魏书》
 《北史·卷036》，出自李延壽《北史》